# دون إيبرت
دون إيبرت (بالإنجليزية: Don Ebert)‏ هو لاعب كرة قدم ومدرب كرة قدم أمريكي، ولد في 4 يونيو 1959 في سانت لويس في الولايات المتحدة. لعب مع لوس أنجلوس لايزرز ونيويورك كوسموس.